# Abadía de Jerpoint

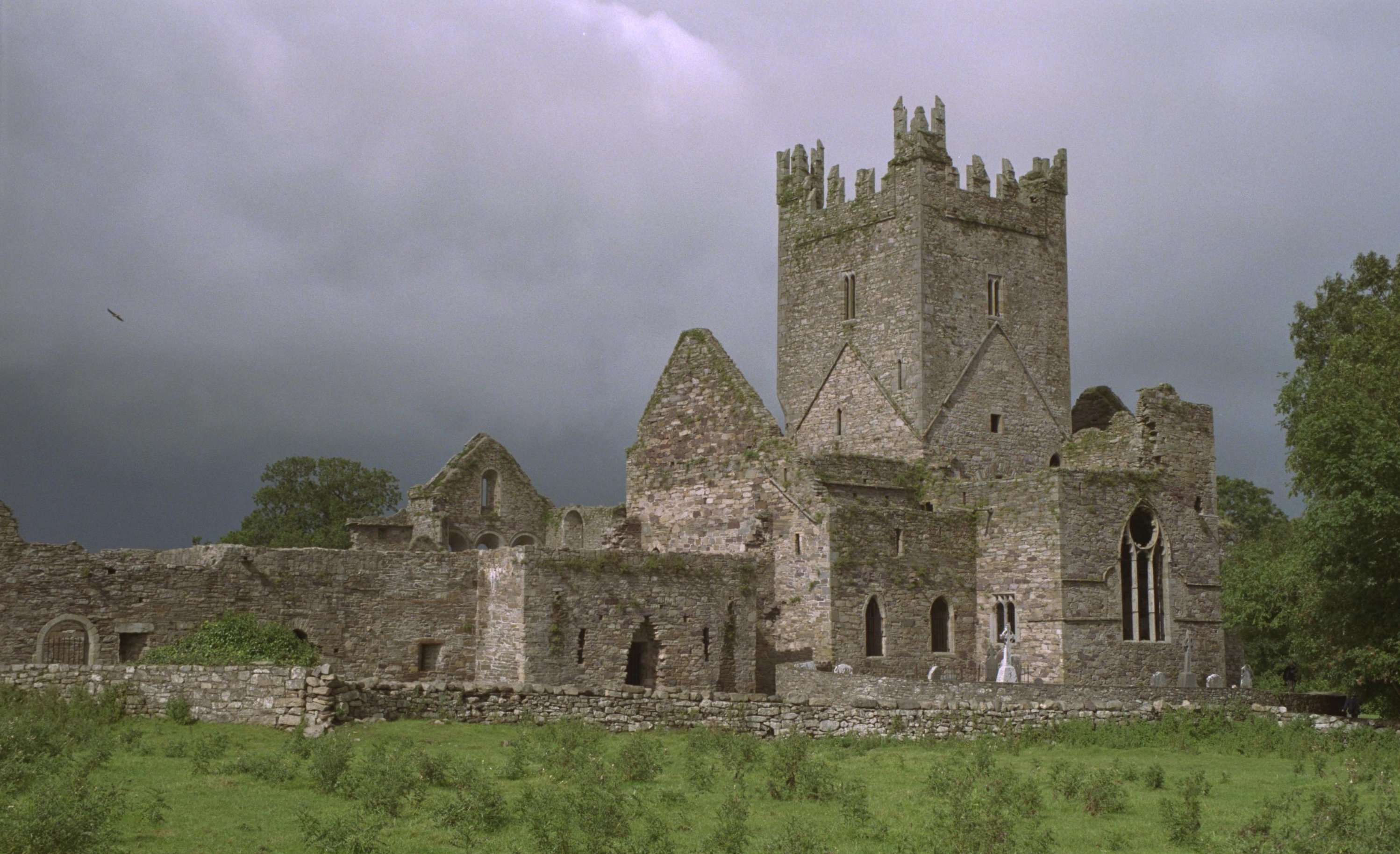
Lado este de la abadía de Jerpoint.

La Abadía de Jerpoint (en inglés Jerpoint Abbey) es una abadía cisterciense cercana de la ciudad irlandesa de Thomastown en el Condado de Kilkenny.
La abadía fue construida en 1180, probablemente en el mismo lugar ocupado anteriormente por un monasterio benedictino fundado en 1160 por Domnall Mac Gilla Patraic, rey de Osraige, aprovechando la cercanía del río Little Arrigle.
La abadía posee unos interesantes bajorrelieves de piedra en las tumbas de los obispos relacionados con la abadía destacando la tumba de Felix O'Dulany, obispo de Ossory en la época de fundación de la abadía. Los claustros originarios del siglo XV apenas han llegado hasta nosotros conservándose pequeños restos entre los que destacan las esculturas de obispos, caballeros y damas nobles.
En 1440 se añadió al conjunto la torre.
La abadía pasó a las posesiones de James, conde de Ormand en el año 1541 siendo catalogada Monumento Nacional de Irlanda en 1880.
Cercana a Jerpoint Abbey se encuentra Newtown Jerpoint que según las leyendas locales alberga la tumba de San Nicolás

## Galería

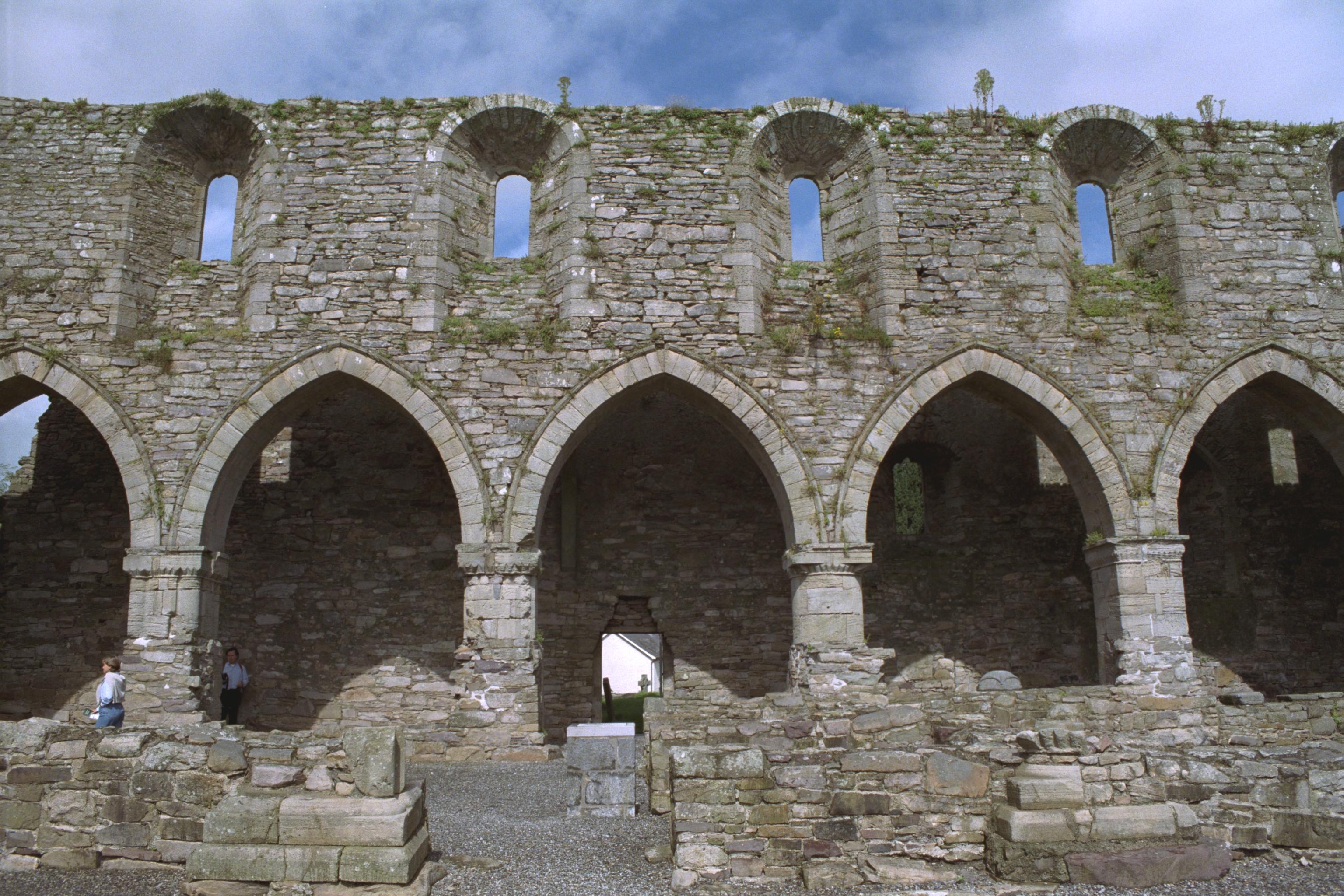
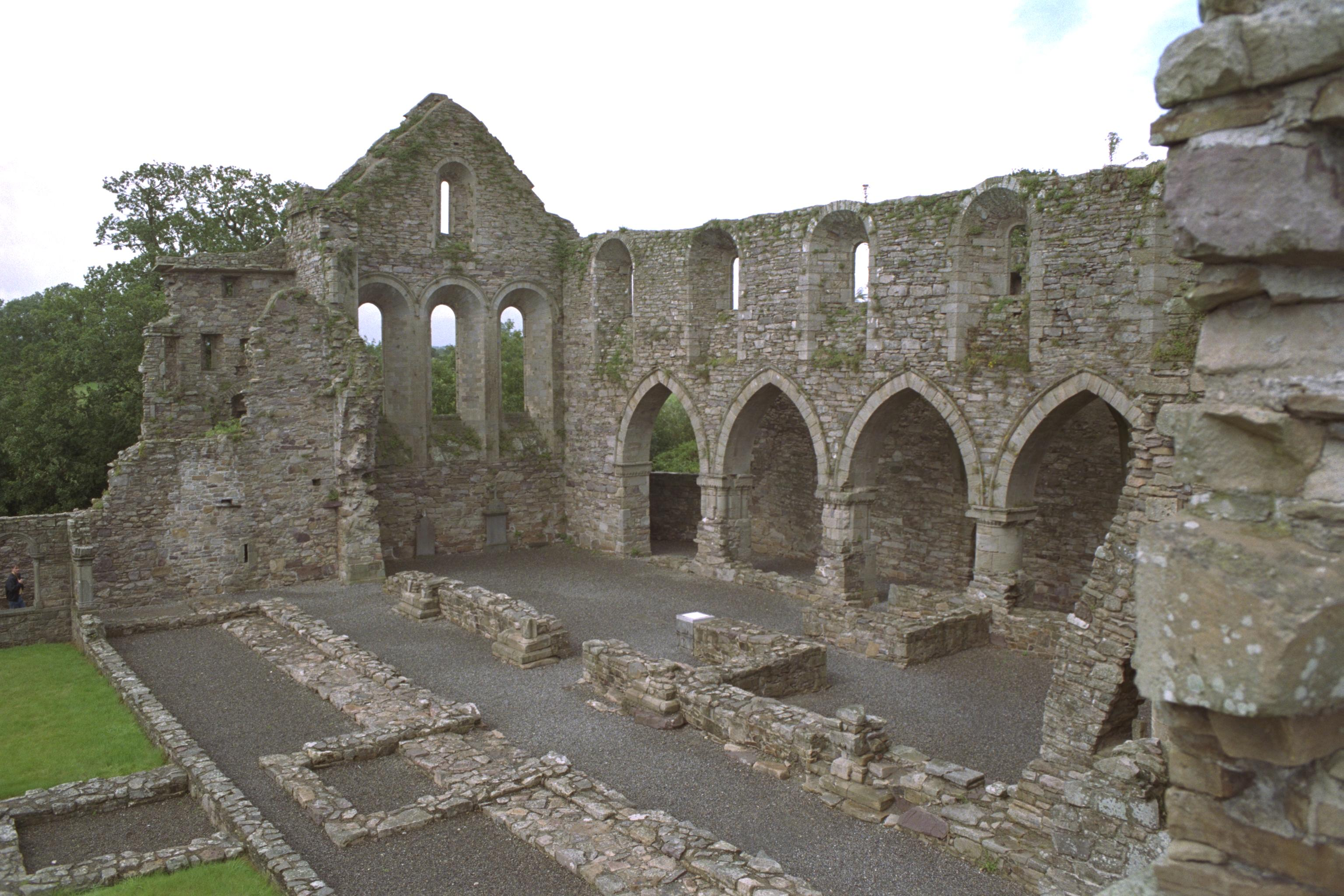
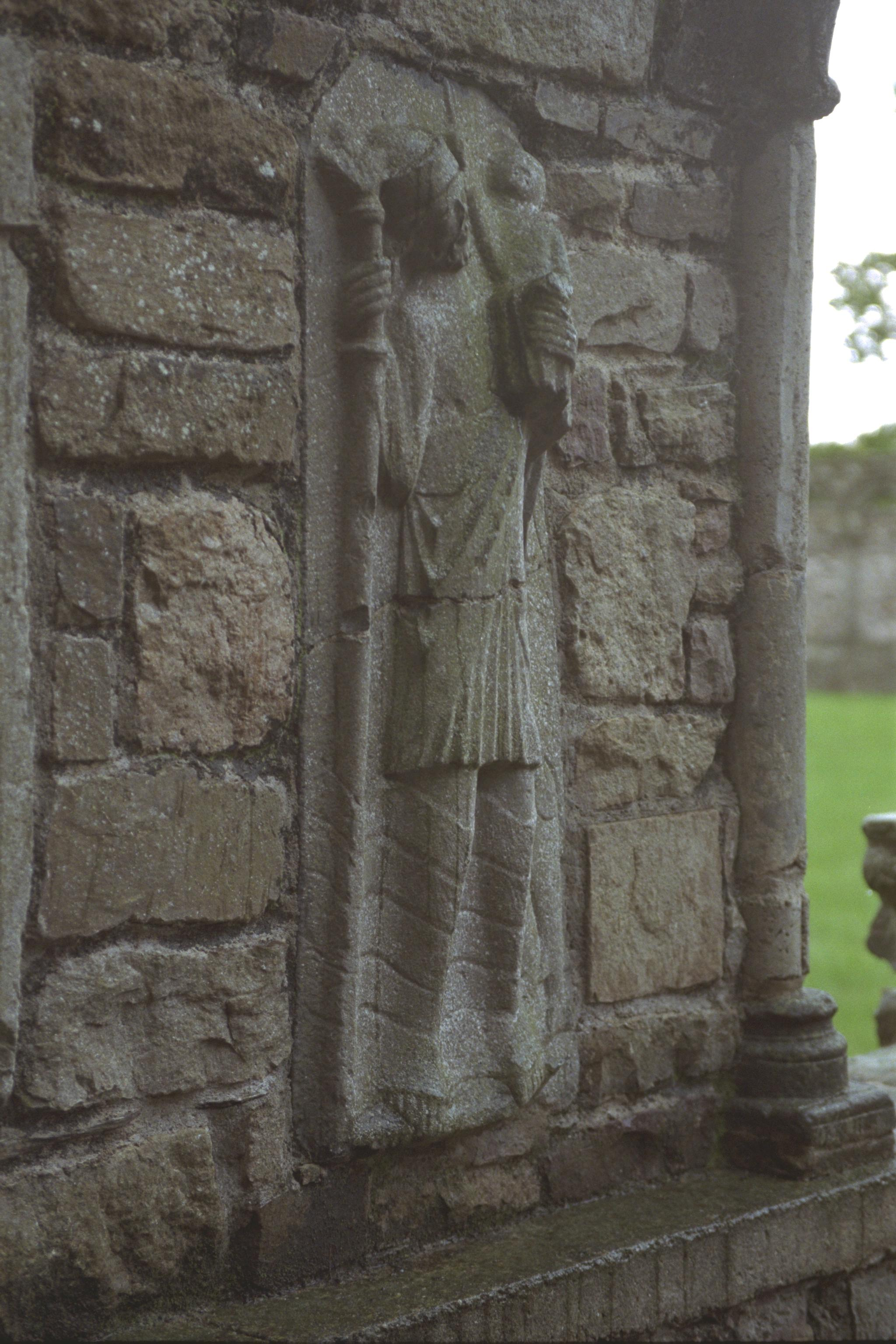
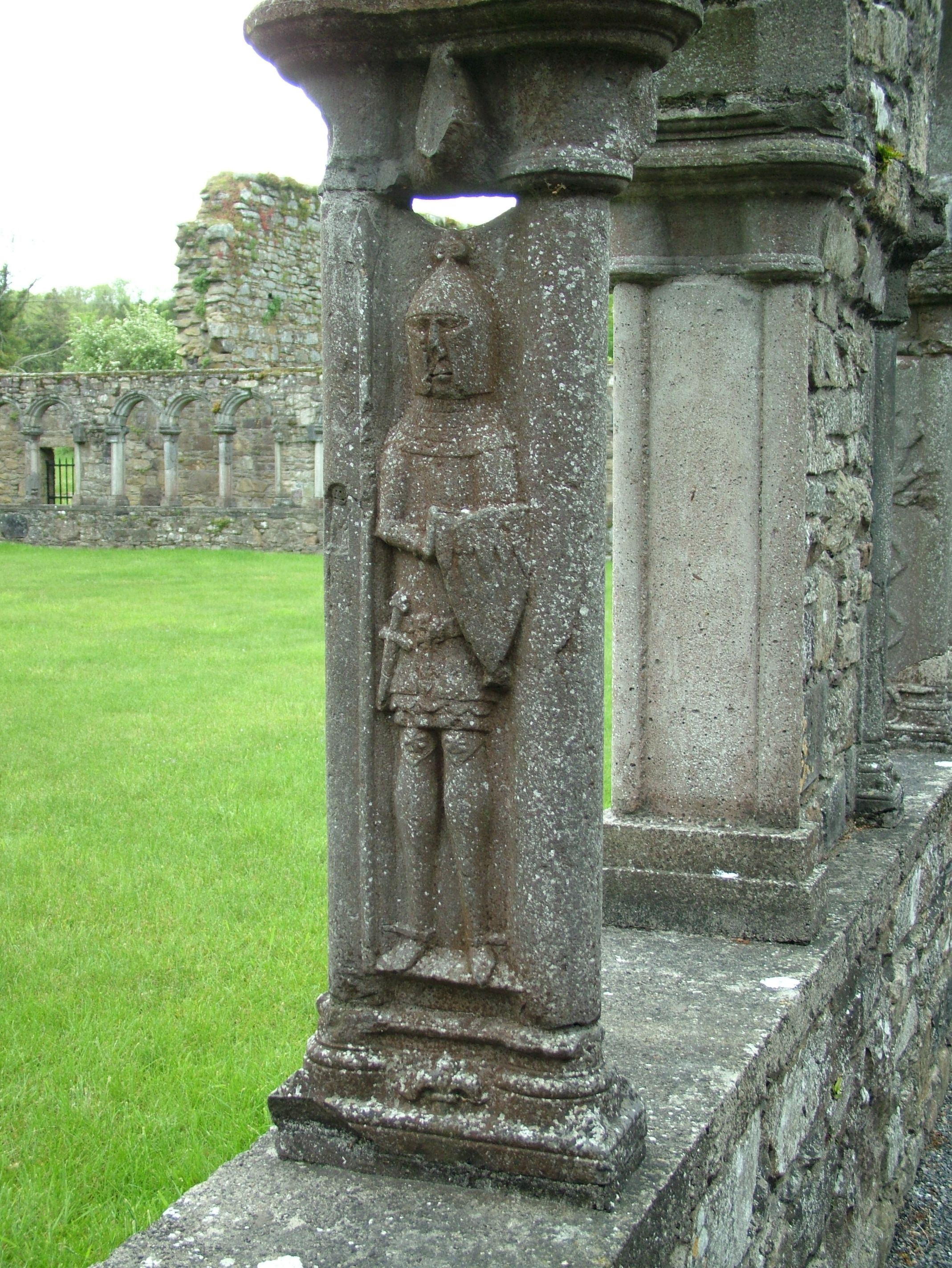